# Wallsend Slipway & Engineering Company

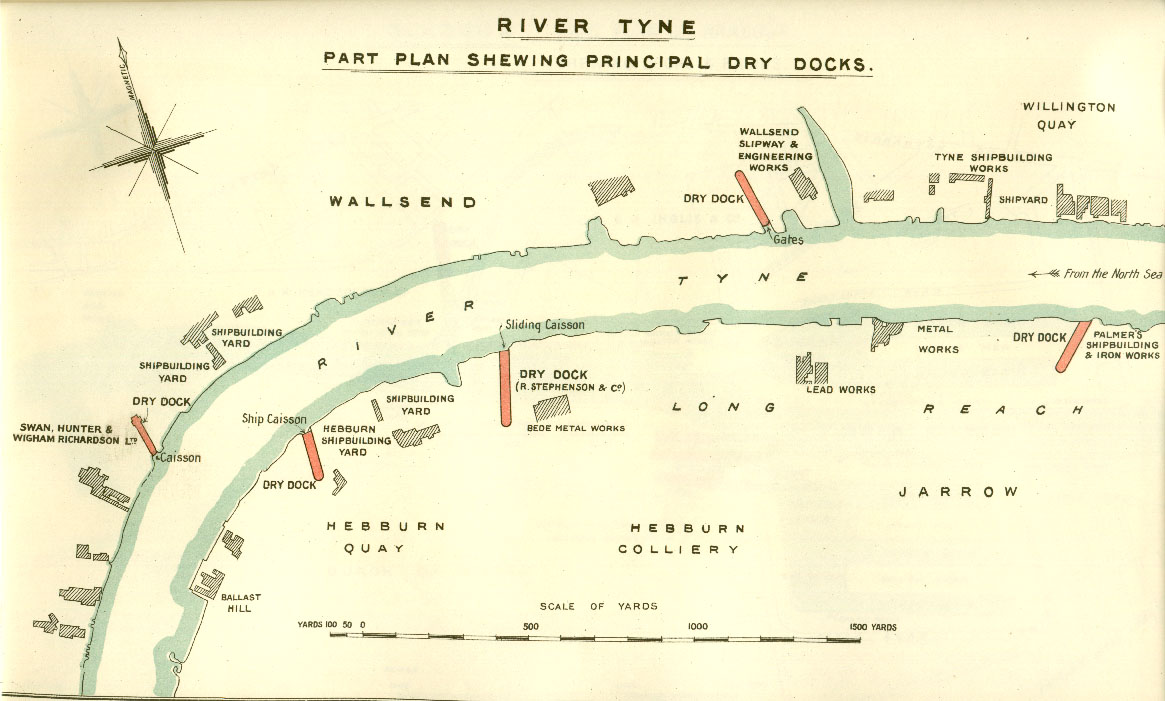
Lageplan von 1909

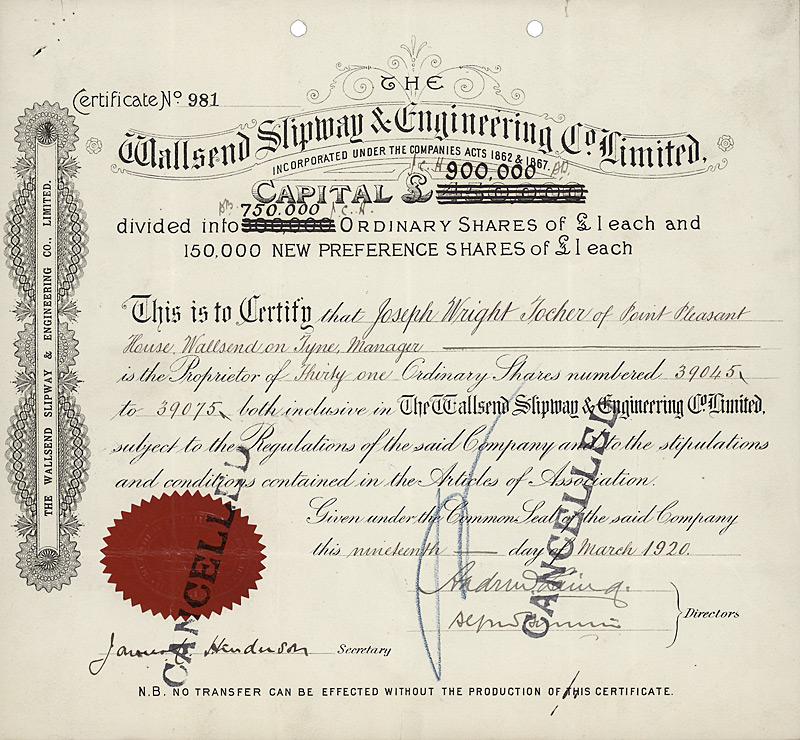
Aktie der Wallsend Slipway & Engineering Company vom 19. März 1920

Wallsend Slipway & Engineering Company Ltd war ein in Point Pleasant, Wallsend, Tyne and Wear am Fluss Tyne, ansässiges Schiffbauunternehmen. Es lag etwa eine Meile flussabwärts der bekannten Swan Hunter Werft und wurde später von dieser aufgekauft.

## Geschichte

### Anfangsjahre
Die Aktiengesellschaft wurde ab 2. Oktober 1871 registriert und im folgenden November vom Schiffbauer Charles Mitchell und einer Gruppe von Reedereien aus Newcastle-upon-Tyne, die einen Reparatur- und Dockbetrieb für ihre Schiffe benötigten, als The Wallsend Slipway Co. auf einem Gelände mit zwei 100 Meter langen Hellingen gegründet. Eines der ersten zur Reparatur hereingenommenen Schiffe war 1873 die Earl Percy. Der im Jahr 1874 zum Geschäftsführer ernannte Willam Boyd initiierte 1873 den Bau erster Schiffsdampfmaschinen, der sich über die nächsten zehn Jahre zum wichtigsten Standbein der Werft entwickelte und den ab 1878 verwendeten Zusatz "Engineering" im Firmennamen The Wallsend Slipway and Engineering Co Ltd begründete. 1881 wird eine neue Kesselwerkstatt errichtet und 1897 erstellte man ein eigenes Trockendock, das es ermöglichte, Schiffe bis zu etwa 160 Metern zu reparieren.

### Swan Hunter
Im Jahr 1903 übernahm Swan Hunter den Hauptanteil des Unternehmens. Das Unternehmen lieferte alle Arten von Kesseln, Dampfmaschinen und Parsons-Turbinen für zahlreiche Kriegs- und Handelsschiffe. 1904 wird die Kesselwerkstatt erweitert, um die riesigen Kessel und Dampfturbinen für die berühmte Mauretania fertigen zu können. Zu Beginn des Ersten Weltkriegs wurde das Programm um Motoren und Brenner, unter anderem nach dem Wallsend-Howden Patent Flüssigkeits-Verbrennungssystem erweitert. 1915 installiert man den ersten Motor in der Abelia des Eigners Marcus Samuel. 1961 arbeiten 3.000 Menschen bei Wallsend Slipway.

### Verstaatlichung und Reprivatisierung
Am 1. Juli 1977 wurde die Werft in die staatliche British Shipbuilders Corporation eingegliedert und bei der Reprivatisierung ab Anfang der 1980er Jahre an die AMEC verkauft. Als Hadrian Yard wurden dort bis 2001 Teile der Gateshead Millennium Bridge und bis Ende 2003 Offshorekonstruktionen, wie zum Beispiel FPSOs für das Bonga-Feld gefertigt. Im Januar 2005 wurde die Werft vorübergehend eingemottet und im Juni desselben Jahres meldete AMEC, dass die Werft zur Neuentwicklung verkauft werden solle. Die Verkaufsabsicht wurde im April 2008 erneut gemeldet und im November 2008 wurde die Werft schließlich von Shepherd Offshore gekauft. Im März 2009 meldete "SLP", ein Unternehmen aus Surrey, dass es die Werft zur Herstellung von Offshore-Gasproduktionsplattformen für die Nordsee von Shepherd Offshore gepachtet habe.